# B1 Free Archiver
B1 Free Archiver é um compactador de arquivos e gerenciador de arquivos multi-plataforma gratuito. O B1 Archiver está disponível para Microsoft Windows, Linux, Mac OS X e Android. Ele tem suporte completo para formato ZIP (compressão, descompressão e encriptação) e também dispõe do seu formato original B1. Ele é compatível com os 30 mais populares formatos. Suporta encriptação de arquivos e arquivos divididos.
B1 Free Archiver está traduzido em mais de 30 idiomas e pode ser utilizado a partir d uma Interface gráfica do utilizador como também a partir de linha de comando. B1 Archiver foi programado em C++/Qt e distribuído como software proprietário.

## Propriedades
O B1 Free Archiver é compatível com os mais populares formatos de arquivos compactados tais como B1, ZIP, RAR, 7z, GZIP, TAR.GZ, TAR.BZ2, ISO entre outros mas só permite criar arquivos B1 ou ZIP. O utilitário pode igualmente criar arquivos divididos e especificar o tamanho de cada parte criada, permite também encriptar os arquivos com o algoritmo 256-bit AES bit e protege-los com uma senha. A aplicação no ambiente de trabalho permite editar e adicionar novos arquivos, eliminar e editar ficheiros diretamente do arquivo. B1 Archiver tem a funcionalidade drag-and-drop, atalhos de teclado e de navegação. O programa é compatível com as versões Windows (XP ou superior) , Linux (Ubuntu/Debian, Fedora), Mac OS X (10.6 ou superior) e Android.